# Dominika Strumilo
Dominika Strumilo (ur. 26 grudnia 1996 w Sint-Niklaas) – belgijska siatkarka pochodzenia polskiego, grająca na pozycji przyjmującej. Od sezonu 2020/2021 występuje w tureckiej drużynie Sarıyer Belediyesi SK.
Jest córką brata Jerzego Strumiły, byłego trenera Trefla Gdańsk i żeńskiej reprezentacji Algierii.

## Sukcesy klubowe
Superpuchar Belgii:
- 2014

Puchar Belgii:
- 2015[3], 2016

Mistrzostwo Belgii:
- 2015, 2016

Puchar Niemiec:
- 2018

Mistrzostwo Niemiec:
- 2017, 2018